# Cojoba urbanii
Cojoba urbanii là một loài thực vật có hoa trong họ Đậu. Loài này được (Alain) R.G. García & Peguero mô tả khoa học đầu tiên năm 2005.